# Godsend
Godsend är en amerikansk-kanadensisk psykologisk skräckthrillerfilm från 2004 i regi av Nick Hamm, från ett manus skrivet av Mark Bomback. Filmen hade biopremiär i USA och Kanada den 30 april 2004, för att sedan få en svensk premiärvisning, på filmfestivalen Fantastisk Filmfestival i Lund, den 18 september samma år. I huvudrollerna syns Greg Kinnear och Rebecca Romijn, tillsammans med bland andra Robert De Niro.
Filmen släpptes på DVD i Sverige den 10 november 2004, detta med Scanbox Entertainment som ansvarig utgivare.

## Handling
Filmens handling kretsar kring det gifta paret Paul och Jessie Duncan, som med hjälp av den gåtfulle läkaren Richard Wells, klonar sin åttaårige son Adam, efter att han har omkommit i en svår trafikolycka. Allt går till en början helt felfritt för familjen och deras klonade son, tills det att han uppnår åldern vid hans olyckstillfälle, och börjar drömma alltfler hemska mardrömmar. Och just dessa mardrömmar, ska snart komma till att bli verklighet...

## Rollista
| Greg Kinnear                   | – Paul Duncan         |
| Rebecca Romijn (Romijn-Stamos) | – Jessie Duncan       |
| Robert De Niro                 | – Richard Wells       |
| Cameron Bright                 | – Adam Duncan         |
| Janet Bailey                   | – Cora Williams       |
| Christopher Britton            | – Dr. Lieber          |
| Jake Simons                    | – Dan Sandler         |
| Elle Downs                     | – Clara Sandler       |
| Zoie Palmer                    | – Susan Pierce        |
| Devon Bostick                  | – Zachary Clark Wells |
| Munro Chambers                 | – Max Shaw            |